# Pseudomyrmex pallidus
Pseudomyrmex pallidus es una especie de hormiga del género Pseudomyrmex, subfamilia Pseudomyrmecinae. Fue descrita por Smith en 1855.
Se encuentran en el sur de los Estados Unidos y en América Central.

## Morfología
Los trabajadores son amarillos, naranjas o marrones. Son delgados con ojos grandes, escapes antenales cortos y un aguijón bien desarrollado. Los anchos de la cabeza miden 0,68 a 0,89 milímetros. La superficie de la cabeza es brillante, debido a la falta de una fina capa de pelo. Los trabajadores de Pseudomyrmex pallidus son monomórficos.

## Hábitat
Los nidos de esta especie se encuentran en los tallos huecos de las hierbas muertas. Aunque muestran preferencia por las plantas herbáceas, también se han encontrado nidos en los tallos muertos de ramitas leñosas. Los nidos se encuentran generalmente en la intersección de hábitats herbáceos y boscosos, posiblemente debido a la sombra del dosel en los meses más cálidos y la exposición a la luz solar en los meses más fríos. La entrada a la colonia consiste en una entrada redonda a oblonga que mide de 1 a 2 mm (0,04 a 0,08 pulgadas) en la cara del tallo, y puede ser fácilmente obstruida por el cuerpo de un solo trabajador para evitar el acceso de los depredadores a la cría. Los tallos que contienen Pseudomyrmex pallidus miden de 5 a 10 mm (0,20 a 0,39 pulgadas) de diámetro y las cámaras excavadas miden 11,8 a 72 cm (4,6 a 28,3 pulgadas) de largo.

## Dieta
Las colonias criadas en el laboratorio aceptarán fácilmente la solución de sacarosa y las partes muertas de insectos como fuente de alimento, lo que sugiere que su dieta en el campo consiste en secreciones florales como néctar y presas de insectos. Los almacenes de alimentos no se encuentran en nidos recolectados en el campo, ni tampoco en colonias criadas en nidos de observación de laboratorio. Esto implica que cualquier alimento que se introduzca en el nido sirve para alimentar directamente a los compañeros de nido y a las larvas.

## Estructura de la colonia
Las colonias son facultativamente poligínicas, y constan de 1 a 15 hormigas reinas y de 20 a 200 obreras. Las colonias también son polidomonas, donde una colonia consta de más de un sitio de anidación. Se han encontrado colonias sin reina que solo contienen cría y obreras, lo que sugiere que estas funcionan como sitios auxiliares de cría. Los trabajadores se producen durante todo el año, al igual que las hembras reproductoras. Sin embargo, parece que los machos solo se producen durante el verano y las temporadas de otoño, ya que están ausentes de los nidos recolectados en el invierno.

## Apareamiento
Las hembras reproductoras se pueden recolectar de las colonias durante todo el año, lo que indica que el apareamiento ocurre en más de una temporada.